# بول عجلوني
بول عجلوني هو ناشر ورجل أعمال فلسطيني-أمريكي معروف بإطلاق صحيفة الفجر الفلسطينية التي توقفت عن الصدور عام 1972 في القدس، وبعمله المكثف في مجال التنمية الفلسطينية في كل من الولايات المتحدة والشرق الأوسط.
ولد العجلوني في رام الله بفلسطين عام 1933، لكنه هاجر إلى الولايات المتحدة عام 1946. حصل على شهادة في الهندسة من جامعة كنتاكي عام 1963. وهو من قدامى المحاربين في البحرية الأمريكية.
أسس العجلوني صحيفة الفجر عام 1967 استجابةً للنخبة المهنية الفلسطينية المثقفة التي رأت في منظمة التحرير الفلسطينية ممثلاً لها. وكانت البيئة الإعلامية في فلسطين في ذلك الوقت تهيمن عليها الصحف التي تصدرها الحكومة الأردنية. بحلول عام 1993، وصفت مجلة كولومبيا جورنال صحيفة الفجر بأنها "تتحول تدريجياً إلى نسخة فلسطينية من البرافدا"، وفقدت المجلة قراءها لصالح صحيفتي القدس والنهار الأكثر استقلالية. أثناء إدارته لصحيفة الفجر، كان العجلوني يعيش في نيويورك. تم إغلاق صحيفة الفجر في 23 يونيو/حزيران 1993، وادعى العجلوني أنه كان يخسر 25 ألف دولار شهرياً من أجل استمرار تشغيلها.
في السبعينيات، أثناء إقامته في هيمبستيد، لونغ آيلاند، ادعى العجلوني أنه مستشار لمنظمة التحرير الفلسطينية. وفي نوفمبر 1979، أدانته محكمة جزئية أمريكية في بروكلين بمحاولة تهريب معدات اتصالات مسروقة إلى الشرق الأوسط في أوائل عام 1978. واكتشف مفتشو الجمارك هذه المعدات، التي كان معظمها مملوكًا لشركة نيويورك للهواتف، في أبريل 1978. وزعم المدعون الفيدراليون أن تهريب الجوني كان جزءًا من مخطط لإنشاء شبكة اتصالات مستقلة لمنظمة التحرير الفلسطينية.

## وصلات خارجية
- Profile of Paul Ajlouny at the Institute for Middle East Understanding نسخة محفوظة 2014-04-19 على موقع واي باك مشين..
- Personality: Paul A. Ajloluny, The Washington Report on Middle East Affairs, 24 February 1986
- Justia.com